# Teplický vikariát

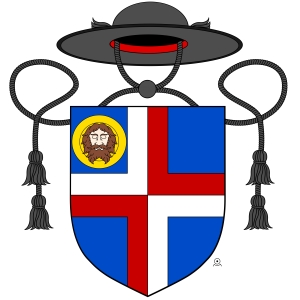
Blason vikariátního znaku
V modrém štítu stříbrně a červeně čtvrcený kříž provázený vpravo nahoře hlavou svatého Jana Křtitele položenou na zlaté míse. Vše převýšeno černým kněžským kloboukem se dvěma černými střapci. Zvolený symbol odkazuje na patrocinium děkanského kostela v Teplicích, zároveň je také připomínkou na uchovávání relikviáře s ostatky tohoto světce v oseckém klášteře.

Teplický vikariát se nachází v severních Čechách a je jedním z 10 vikariátů litoměřické diecéze. Je vikariátem v litoměřické diecézi, který hraničí ze západu s krušnohorským vikariátem, z jihu s lounským vikariátem, a z východu s vikariátem ústeckým a litoměřickým. Ze severu při hranici s Německem hraničí s diecézí drážďansko-míšeňskou. Z hlediska územního členění státní správy je rozsahem o něco větší než okres Teplice na jehož území se nachází, a ve východní části přesahuje do okresu Most.

## Členění

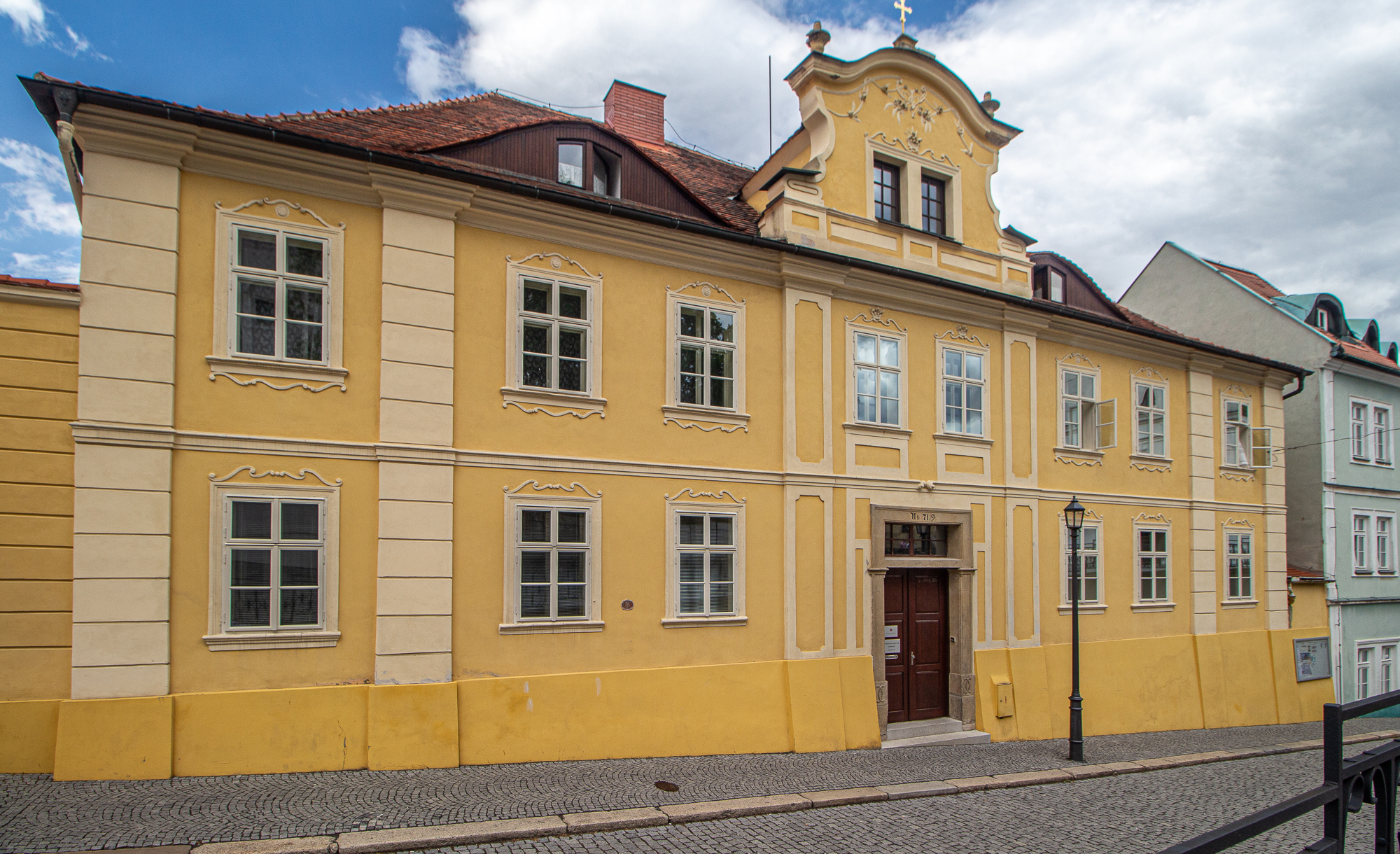
Budova farnosti-děkanství

Vikariát je tvořen 30 farnostmi. Jednotlivé farnosti jsou ve vikariátu sdružené do farních obvodů (kolatur), kdy z důvodu nedostatku kněží má jeden kněz na starosti farností více. Z hlediska státní správy kolatura může připomínat obce s pověřeným obecním úřadem či obce s rozšířenou působností. Ve farnostech teplického vikariátu se nachází dohromady 35 kostelů a řada větších kaplí, které jsou uvedeny v přehledu. Dále je zde mnoho menších kaplí a kapliček, Božích muk, křížů a jiných sakrálních památek, které jsou uvedeny na stránkách pojednávajících o konkrétních farnostech. Přirozeným centrem vikariátu je město Teplice, které mu dalo jméno. Okrskovým vikářem je od roku 2014 arciděkan Marcin Saj, který je zároveň arciděkanem v Bílině.
Významným poutním místem s úctou k Nejsvětější Trojici je kostel Nanebevzetí Panny Marie v Krupce, kde se nachází kopie Svatých schodů. Mezi mariánská poutními místa teplického vikariátu patří kostel Nanebevzetí Panny Marie v Cínovci s pozdně gotickou oltářní archou se sochou Madony. Dále bazilika Panny Marie Bolestné v Bohosudově s jezuitskou rezidencí, kaple Panny Marie Pomocné v Duchcově a kostel sv. Petra a Pavla v Oseku s milostnou sochou Panny Marie. Jedním z nejstarších poutních míst v severních Čechách je kostel Panny Marie Bolestné v Mariánských Radčicích, kde je zaznamenána poutní tradice již od 13. stol. Zajímavým poutním místem je kostel sv. Valentina v Novosedlicích se svatovalentinskou úctou. K důležitým duchovním centrům teplického vikariátu v minulosti patřil cisterciácký klášter v Oseku a v současnosti jím jsou i Teplice spravované komunitou salesiánů.

## Seznam farností teplického vikariátu

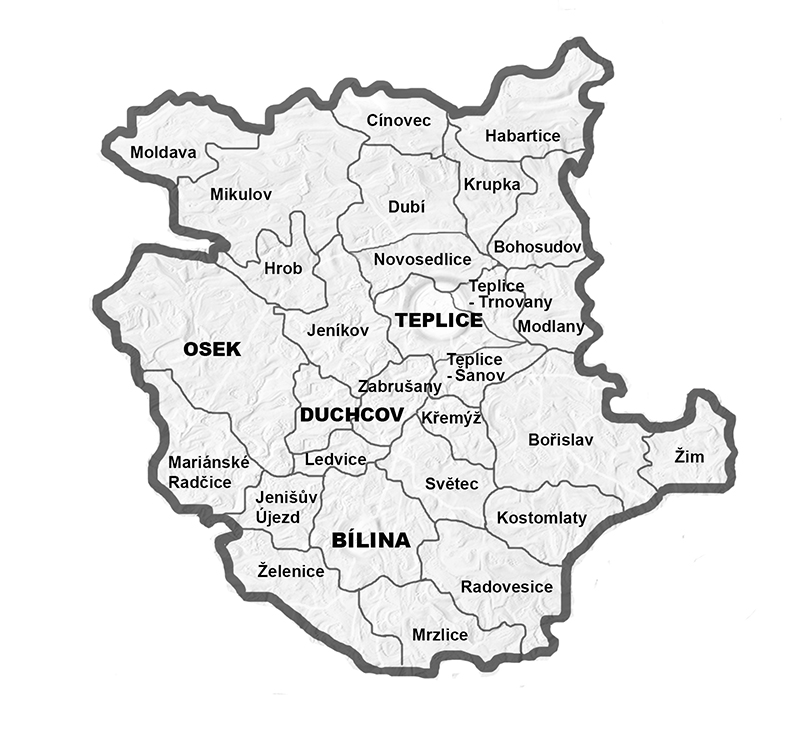

1. Bílina
2. Bohosudov
3. Bořislav
4. Cínovec
5. Dubí u Teplic
6. Duchcov
7. Habartice u Krupky
8. Hrob
9. Jeníkov
10. Jenišův Újezd
11. Kostomlaty pod Milešovkou
12. Košťany u Teplic v Čechách
13. Krupka
14. Křemýž
15. Ledvice
16. Mariánské Radčice
17. Mikulov
18. Modlany
19. Moldava
20. Mrzlice
21. Novosedlice
22. Osek u Duchcova
23. Radovesice
24. Světec u Bíliny
25. Teplice v Čechách
26. Teplice-Šanov
27. Teplice-Trnovany
28. Zabrušany
29. Želenice
30. Žim

| Přehled kostelů a kaplí v teplického vikariátu | Přehled kostelů a kaplí v teplického vikariátu   | Přehled kostelů a kaplí v teplického vikariátu | Přehled kostelů a kaplí v teplického vikariátu | Přehled kostelů a kaplí v teplického vikariátu | Přehled kostelů a kaplí v teplického vikariátu | Přehled kostelů a kaplí v teplického vikariátu         | Přehled kostelů a kaplí v teplického vikariátu | Přehled kostelů a kaplí v teplického vikariátu |
| Fotografie                                     | Patrocinium                                      | Slavnost                                       | Místo                                          | Statut                                         | Farnost                                        | Diecézní katalog                                       | Souřadnice                                     | Č. kulturní památky (Pk, Mn, MIS, Sez, Obr)    |
| ---------------------------------------------- | ------------------------------------------------ | ---------------------------------------------- | ---------------------------------------------- | ---------------------------------------------- | ---------------------------------------------- | ------------------------------------------------------ | ---------------------------------------------- | ---------------------------------------------- |
|                                                | Božího hrobu na Kalvárii (Bohosudov)             | Velký pátek a Bílá sobota                      | Bohosudov                                      | kaple                                          | Farnost Bohosudov                              |                                                        | 50°41′7″ s. š., 13°52′12″ v. d.                | 10437/5-5485 (Pk•MIS•Sez•Obr•WD)               |
|                                                | Božského Srdce Páně (Teplice)                    | druhý pátek po N. Trojici                      | Trnovany                                       | farní kostel                                   | Farnost Teplice-Trnovany                       | bohoslužby                                             | 50°39′6″ s. š., 13°50′24″ v. d.                | —                                              |
|                                                | Nalezení sv. Kříže (Teplice)                     | 14. září                                       | Teplice                                        | kaple                                          | Farnost Teplice v Čechách                      | bohoslužby                                             | 50°38′24″ s. š., 13°49′53″ v. d.               | 43493/5-2517 (Pk•MIS•Sez•Obr•WD)               |
|                                                | Nalezení sv. Kříže (Žim)                         | 14. září                                       | Žim                                            | farní kostel                                   | Farnost Žim                                    | bohoslužby                                             | 50°35′6″ s. š., 13°57′51″ v. d.                | 68299/5-2768 (Pk•MIS•Sez•Obr•WD)               |
|                                                | Nanebevzetí Panny Marie (Cínovec)                | 15. srpna                                      | Cínovec                                        | farní kostel                                   | Farnost Cínovec                                | bohoslužby                                             | 50°43′58″ s. š., 13°46′34″ v. d.               | 43509/5-2575 (Pk•MIS•Sez•Obr•WD)               |
|                                                | Nanebevzetí Panny Marie (Krupka)                 | 15. srpna                                      | Krupka                                         | farní kostel                                   | Farnost Krupka                                 | bohoslužby                                             | 50°41′10″ s. š., 13°51′22″ v. d.               | 43267/5-2644 (Pk•MIS•Sez•Obr•WD)               |
|                                                | Nanebevzetí Panny Marie (Osek)                   | 15. srpna                                      | Osek                                           | filiální kostel (klášterní)                    | Farnost Osek u Duchcova                        | bohoslužby                                             | 50°37′16″ s. š., 13°41′38″ v. d.               | 42489/5-2722 (Pk•MIS•Sez•Obr•WD)               |
|                                                | Navštívení Panny Marie (Černčice)                | 31. května                                     | Černčice                                       | kaple                                          | Farnost Kostomlaty p.M.                        | bohoslužby                                             | 50°33′44″ s. š., 13°54′59″ v. d.               | —                                              |
|                                                | Navštívení Panny Marie (Moldava)                 | 31. května                                     | Moldava                                        | farní kostel                                   | Farnost Moldava                                | bohoslužby                                             | 50°43′10″ s. š., 13°38′52″ v. d.               | 42705/5-2684 (Pk•MIS•Sez•Obr•WD)               |
|                                                | Nejsvětějšího Srdce Ježíšova (Dlouhá Louka)      | druhý pátek po N. Trojici                      | Dlouhá Louka                                   | kaple                                          | Farnost Osek u Duchcova                        | bohoslužby                                             | 50°38′41″ s. š., 13°38′57″ v. d.               | —                                              |
|                                                | Nejsvětější Trojice (Liběšice)                   | první neděle po letnicích                      | Liběšice                                       | kaple                                          | Farnost Želenice                               | bohoslužby                                             | 50°31′11″ s. š., 13°44′46″ v. d.               | —                                              |
|                                                | Neposkvrněného početí Panny Marie (Bystřany)     | 8. prosince                                    | Bystřany                                       | kaple                                          | Farnost Teplice v Čechách                      | bohoslužby                                             | 50°37′43″ s. š., 13°51′51″ v. d.               | 42515/5-2567 (Pk•MIS•Sez•Obr•WD)               |
|                                                | Neposkvrněného početí Panny Marie (Dubí)         | 8. prosince                                    | Dubí                                           | farní kostel                                   | Farnost Dubí u Teplic                          | bohoslužby                                             | 50°41′2″ s. š., 13°47′13″ v. d.                | 43071/5-2579 (Pk•MIS•Sez•Obr•WD)               |
|                                                | Panny Marie (Bohosudov)                          | 1. ledna                                       | Bohosudov                                      | kaple (gymnázium)                              | Farnost Bohosudov                              | bohoslužby                                             |                                                | 43450/5-4781 (Pk•MIS•Sez•Obr•WD)               |
|                                                | Panny Marie (Bohosudov)                          | 1. ledna                                       | Bohosudov                                      | kaple (klášterní)                              | Farnost Bohosudov                              |                                                        |                                                | —                                              |
|                                                | Panny Marie (Bžany)                              | 1. ledna                                       | Bžany                                          | kaple                                          | Farnost Bořislav                               | bohoslužby                                             | 50°35′21″ s. š., 13°52′52″ v. d.               | 43156/5-2569 (Pk•MIS•Sez•Obr•WD)               |
|                                                | Panny Marie (Kvítkov)                            | 1. ledna                                       | Kvítkov                                        | kaple                                          | Farnost Modlany                                | bohoslužby                                             | 50°38′17″ s. š., 13°53′11″ v. d.               | —                                              |
|                                                | Panny Marie (Lahošť)                             | 1. ledna                                       | Lahošť                                         | kaple                                          | Farnost Jeníkov                                | bohoslužby                                             |                                                | —                                              |
|                                                | Panny Marie (Záhoří)                             | 1. ledna                                       | Záhoří                                         | kaple                                          | Farnost Žim                                    | bohoslužby                                             | 50°34′36″ s. š., 13°58′14″ v. d.               | —                                              |
|                                                | Panny Marie Bolestné (Bohosudov)                 | 15. září                                       | Bohosudov                                      | basilica minor                                 | Farnost Bohosudov                              | bohoslužby                                             | 50°40′54″ s. š., 13°52′19″ v. d.               | 43468/5-2658 (Pk•MIS•Sez•Obr•WD)               |
|                                                | Panny Marie Bolestné (Mariánské Radčice)         | 15. září                                       | Mariánské Radčice                              | farní kostel                                   | Farnost Mariánské Radčice                      | bohoslužby                                             | 50°34′25″ s. š., 13°39′51″ v. d.               | 43752/5-376 (Pk•MIS•Sez•Obr•WD)                |
|                                                | Panny Marie Pomocné (Kostomlaty p.M.)            | 24. května                                     | Kostomlaty pod Milešovkou                      | kaple                                          | Farnost Kostomlaty p.M.                        | bohoslužby                                             | 50°33′31″ s. š., 13°52′39″ v. d.               | 43639/5-2636 (Pk•MIS•Sez•Obr•WD)               |
|                                                | Patronů Čech (Hrad Osek)                         | různá data                                     | Hrad Osek                                      | kaple                                          | Farnost Osek u Duchcova                        | bohoslužby                                             | 50°37′53″ s. š., 13°39′58″ v. d.               | 85722/5-5608 (Pk•MIS•Sez•Obr•WD)               |
|                                                | sv. Alžběty Uherské (Teplice-Šanov)              | 17. listopadu                                  | Teplice-Šanov                                  | farní kostel                                   | Farnost Teplice-Šanov                          | bohoslužby                                             | 50°38′33″ s. š., 13°50′16″ v. d.               | 43983/5-5267 (Pk•MIS•Sez•Obr•WD)               |
|                                                | sv. Anny (Jeníkov)                               | 26. července                                   | Jeníkov                                        | kaple                                          | Farnost Jeníkov                                | bohoslužby                                             |                                                | 42348/5-2623 (Pk•MIS•Sez•Obr•WD)               |
|                                                | sv. Anny (Krupka)                                | 26. července                                   | Krupka                                         | filiální kostel (hřbitovní)                    | Farnost Krupka                                 | bohoslužby                                             | 50°41′3″ s. š., 13°51′39″ v. d.                | 43694/5-2646 (Pk•MIS•Sez•Obr•WD)               |
|                                                | Kaple sv. Antonína Pad. (Kaňkov)                 | 13. června                                     | Kaňkov                                         | kaple                                          | Farnost Želenice                               | bohoslužby                                             | 50°32′20″ s. š., 13°44′5″ v. d.                | —                                              |
|                                                | sv. Antonína Pad. (Lelov)                        | 13. června                                     | Lelov                                          | kaple                                          | Farnost Bořislav                               |                                                        | 50°34′53″ s. š., 13°54′48″ v. d.               | 43784/5-2766 (Pk•MIS•Sez•Obr•WD)               |
|                                                | sv. Antonína Pad. (Lbín)                         | 13. června                                     | Lbín                                           | kaple                                          | Farnost Bořislav                               |                                                        | 50°36′25″ s. š., 13°51′28″ v. d.               | 11970/5-5435 (Pk•MIS•Sez•Obr•WD)               |
|                                                | sv. Antonína Pad. (Lukov)                        | 13. června                                     | Lukov                                          | kaple                                          | Farnost Radovesice                             | bohoslužby                                             | 50°31′41″ s. š., 13°53′6″ v. d.                | —                                              |
|                                                | sv. Antonína (Nová Ves)                          | 13. června                                     | Nová Ves                                       | kaple                                          | Farnost Teplice v Čechách                      | bohoslužby                                             | 50°37′36″ s. š., 13°49′6″ v. d.                | —                                              |
|                                                | sv. Antonína Pad. (Oldřichov)                    | 13. června                                     | Oldřichov                                      | kaple                                          | Farnost Jeníkov                                |                                                        | 50°38′25″ s. š., 13°45′23″ v. d.               | —                                              |
|                                                | sv. Antonína Pad. (Proboštov)                    | 13. června                                     | Proboštov                                      | kaple                                          | Farnost Novosedlice                            | bohoslužby                                             | 50°40′4″ s. š., 13°50′10″ v. d.                | —                                              |
|                                                | sv. Antonína Pad. (Věšťany)                      | 13. června                                     | Věšťany                                        | kaple                                          | Farnost Modlany                                | bohoslužby                                             | 50°38′38″ s. š., 13°54′3″ v. d.                | —                                              |
|                                                | sv. Antonína Pad. (Vrahožily)                    | 13. června                                     | Vrahožily                                      | kaple                                          | Farnost Bořislav                               | bohoslužby                                             | 50°35′58″ s. š., 13°55′36″ v. d.               | —                                              |
|                                                | sv. Apolináře (Modlany)                          | 20. července                                   | Modlany                                        | farní kostel                                   | Farnost Modlany                                | bohoslužby                                             | 50°39′3″ s. š., 13°53′47″ v. d.                | 44004/5-5288 (Pk•MIS•Sez•Obr•WD)               |
|                                                | sv. Barbory (Duchcov)                            | 4. prosince                                    | Duchcov                                        | kaple                                          | Farnost Duchcov                                | bohoslužby                                             | 50°36′9″ s. š., 13°45′11″ v. d.                | 43220/5-2590 (Pk•MIS•Sez•Obr•WD)               |
|                                                | sv. Barbory (Hrob)                               | 4. prosince                                    | Hrob                                           | farní kostel                                   | Farnost Hrob                                   | bohoslužby                                             | 50°39′24″ s. š., 13°43′21″ v. d.               | 42832/5-2603 (Pk•MIS•Sez•Obr•WD)               |
|                                                | sv. Ducha (Krupka)                               | letnice                                        | Krupka                                         | filiální kostel                                | Farnost Krupka                                 | bohoslužby                                             | 50°41′6″ s. š., 13°51′25″ v. d.                | 42713/5-2645 (Pk•MIS•Sez•Obr•WD)               |
|                                                | sv. Fabiána a Šebestiána (Žalany)                | 20. ledna                                      | Žalany                                         | kaple                                          | Farnost Bořislav                               | bohoslužby                                             | 50°35′25″ s. š., 13°54′23″ v. d.               | 43596/5-2760 (Pk•MIS•Sez•Obr•WD)               |
|                                                | sv. Filipa a Jakuba (Srbice)                     | 3. května                                      | Srbice                                         | kaple                                          | Farnost Modlany                                | bohoslužby                                             | 50°39′36″ s. š., 13°52′13″ v. d.               | —                                              |
|                                                | sv. Floriána (Světice)                           | 4. května                                      | Světice                                        | kaple                                          | Farnost Teplice v Čechách                      | bohoslužby                                             |                                                | —                                              |
|                                                | sv. Floriána (Unčín)                             | 4. května                                      | Unčín                                          | kaple                                          | Farnost Bohosudov                              | bohoslužby                                             | 50°41′9″ s. š., 13°53′59″ v. d.                | —                                              |
|                                                | sv. Františka Régis (Soběchleby)                 | 16. června                                     | Soběchleby                                     | kaple                                          | Farnost Bohosudov                              | bohoslužby                                             | 50°40′15″ s. š., 13°53′47″ v. d.               | —                                              |
|                                                | sv. Havla (Hrobčice)                             | 16. října                                      | Hrobčice                                       | filiální kostel                                | Farnost Mrzlice                                | bohoslužby                                             | 50°30′55″ s. š., 13°47′23″ v. d.               | 42783/5-2608 (Pk•MIS•Sez•Obr•WD)               |
|                                                | sv. Huberta (Mstišov)                            | 30. května                                     | Mstišov                                        | kaple                                          | Farnost Dubí u Teplic                          |                                                        | 50°39′54″ s. š., 13°46′52″ v. d.               | 43441/5-2688 (Pk•MIS•Sez•Obr•WD)               |
|                                                | sv. Jakuba apoštola (Mrzlice)                    | 25. července                                   | Mrzlice                                        | farní kostel                                   | Farnost Mrzlice                                | bohoslužby                                             | 50°30′40″ s. š., 13°48′37″ v. d.               | 103892 (Pk•MIS•Sez•Obr•WD)                     |
|                                                | sv. Jakuba Staršího (Světec)                     | 25. července                                   | Světec                                         | farní kostel                                   | Farnost Světec u Bíliny                        | bohoslužby                                             | 50°34′36″ s. š., 13°48′43″ v. d.               | 43566/5-2739 (Pk•MIS•Sez•Obr•WD)               |
|                                                | sv. Jana Křtitele (Mstišov)                      | 24. června                                     | Mstišov                                        | kaple                                          | Farnost Novosedlice                            | bohoslužby                                             |                                                | —                                              |
|                                                | sv. Jana Křtitele (Teplice)                      | 24. června                                     | Teplice                                        | farní kostel                                   | Farnost Teplice v Čechách                      | bohoslužby                                             | 50°38′16″ s. š., 13°49′39″ v. d.               | 42951/5-2491 (Pk•MIS•Sez•Obr•WD)               |
|                                                | sv. Jana Nepomuckého (Lhenice)                   | 16. května                                     | Lhenice                                        | kaple                                          | Farnost Bořislav                               | bohoslužby                                             | 50°34′33″ s. š., 13°51′56″ v. d.               | 11971/5-5436 (Pk•MIS•Sez•Obr•WD)               |
|                                                | sv. Jana Nepomuckého (Pozorka)                   | 16. května                                     | Pozorka                                        | kaple                                          | Farnost Novosedlice                            | bohoslužby                                             | 50°39′39″ s. š., 13°47′36″ v. d.               | —                                              |
|                                                | Beuronská kaple sv. Karla Boromejského (Teplice) | 4. listopadu                                   | Gymnázium Teplice                              | kaple                                          | Farnost Teplice v Čechách                      | bohoslužby                                             | 50°38′16″ s. š., 13°49′22″ v. d.               | —                                              |
|                                                | sv. Kateřiny (Bořislav)                          | 25. listopadu                                  | Bořislav                                       | farní kostel                                   | Farnost Bořislav                               | bohoslužby                                             | 50°34′46″ s. š., 13°55′48″ v. d.               | 42836/5-2562 (Pk•MIS•Sez•Obr•WD)               |
|                                                | sv. Kateřiny (Chouč)                             | 25. listopadu                                  | Chouč                                          | filiální kostel                                | Farnost Želenice                               | bohoslužby                                             | 50°30′42″ s. š., 13°46′2″ v. d.                | 42933/5-2612 (Pk•MIS•Sez•Obr•WD)               |
|                                                | sv. Kateřiny (Osek)                              | 25. listopadu                                  | Osek                                           | kaple                                          | Farnost Osek u Duchcova                        | bohoslužby                                             | 50°37′19″ s. š., 13°41′37″ v. d.               | 42489/5-2722 (Pk•MIS•Sez•Obr•WD)               |
|                                                | chrám Povýšení sv. Kříže (Teplice)               | 14. září                                       | Teplice                                        | kaple (zámecká)                                | Farnost Teplice v Čechách / Pravoslavná církev | bohoslužby Archivováno 9. 11. 2013 na Wayback Machine. | 50°38′14″ s. š., 13°49′33″ v. d.               | 43058/5-2482 (Pk•MIS•Sez•Obr•WD)               |
|                                                | sv. Leonarda (Háj u Duchcova)                    | 6. listopadu                                   | Háj u Duchcova                                 | kaple                                          | Farnost Osek u Duchcova                        | bohoslužby                                             | 50°37′47″ s. š., 13°42′35″ v. d.               | —                                              |
|                                                | sv. Martina (Rtyně nad Bílinou)                  | 11. listopadu                                  | Rtyně nad Bílinou                              | filiální kostel                                | Farnost Bořislav                               | bohoslužby                                             | 50°36′13″ s. š., 13°54′33″ v. d.               | 42670/5-2731 (Pk•MIS•Sez•Obr•WD)               |
|                                                | sv. Mikuláše (Mikulov)                           | 6. prosince                                    | Mikulov                                        | farní kostel                                   | Farnost Mikulov                                | bohoslužby                                             | 50°41′16″ s. š., 13°43′22″ v. d.               | 51690/5-5933 (Pk•MIS•Sez•Obr•WD)               |
|                                                | sv. Petra a Pavla (Bílina)                       | 29. června                                     | Bílina                                         | farní kostel                                   | Farnost Bílina                                 | bohoslužby                                             | 50°32′51″ s. š., 13°46′30″ v. d.               | 43521/5-2536 (Pk•MIS•Sez•Obr•WD)               |
|                                                | sv. Petra a Pavla (Jeníkov)                      | 29. června                                     | Jeníkov                                        | farní kostel                                   | Farnost Jeníkov                                | bohoslužby                                             | 50°37′45″ s. š., 13°45′ v. d.                  | 42364/5-2621 (Pk•MIS•Sez•Obr•WD)               |
|                                                | sv. Petra a Pavla (Kladruby)                     | 29. června                                     | Kladruby                                       | kaple                                          | Farnost Teplice v Čechách                      | bohoslužby                                             | 50°36′53″ s. š., 13°49′34″ v. d.               | —                                              |
|                                                | sv. Petra a Pavla (Křemýž)                       | 29. června                                     | Křemýž                                         | farní kostel                                   | Farnost Křemýž                                 | bohoslužby                                             | 50°35′50″ s. š., 13°49′13″ v. d.               | 43318/5-2698 (Pk•MIS•Sez•Obr•WD)               |
|                                                | sv. Petra a Pavla (Osek)                         | 29. června                                     | Osek                                           | farní kostel                                   | Farnost Osek u Duchcova                        | bohoslužby                                             | 50°37′17″ s. š., 13°42′16″ v. d.               | 42516/5-2720 (Pk•MIS•Sez•Obr•WD)               |
|                                                | sv. Prokopa (Krupka)                             | 4. července                                    | Krupka                                         | filiální kostel                                | Farnost Krupka                                 | bohoslužby                                             | 50°40′14″ s. š., 13°51′48″ v. d.               | 43086/5-2641 (Pk•MIS•Sez•Obr•WD)               |
|                                                | sv. Prokopa (Mukov)                              | 4. července                                    | Mukov                                          | filiální kostel                                | Farnost Mrzlice                                | bohoslužby                                             | 50°30′15″ s. š., 13°50′20″ v. d.               | 43709/5-2691 (Pk•MIS•Sez•Obr•WD)               |
|                                                | sv. Prokopa (Suché)                              | 4. července                                    | Suché                                          | kaple                                          | Farnost Modlany                                | bohoslužby                                             | 50°38′0″ s. š., 13°54′40″ v. d.                | —                                              |
|                                                | sv. Šimona a Judy (Zabrušany)                    | 28. října                                      | Zabrušany                                      | farní kostel                                   | Farnost Zabrušany                              | bohoslužby                                             | 50°36′21″ s. š., 13°47′16″ v. d.               | 42303/5-2752 (Pk•MIS•Sez•Obr•WD)               |
|                                                | sv. Václava (Bílka)                              | 28. září                                       | Bílka                                          | kaple                                          | Farnost Bořislav                               | bohoslužby                                             | 50°34′4″ s. š., 13°56′1″ v. d.                 | —                                              |
|                                                | sv. Václava (Želenice)                           | 28. září                                       | Želenice                                       | farní kostel                                   | Farnost Želenice                               | bohoslužby                                             | 50°31′39″ s. š., 13°43′35″ v. d.               | 10331/5-5526 (Pk•MIS•Sez•Obr•WD)               |
|                                                | sv. Valentina (Novosedlice)                      | 14. února                                      | Novosedlice                                    | farní kostel                                   | Farnost Novosedlice                            | bohoslužby                                             | 50°39′30″ s. š., 13°49′19″ v. d.               | 43229/5-2693 (Pk•MIS•Sez•Obr•WD)               |
|                                                | sv. Vavřince (Hradiště)                          | 10. srpna                                      | Hradiště                                       | filiální kostel                                | Farnost Bořislav                               | bohoslužby                                             | 50°35′39″ s. š., 13°52′17″ v. d.               | 43156/5-2569 (Pk•MIS•Sez•Obr•WD)               |
|                                                | sv. Vavřince (Kostomlaty pod Milešovkou)         | 10. srpna                                      | Kostomlaty pod Milešovkou                      | farní kostel                                   | Farnost Kostomlaty p.M.                        | bohoslužby                                             | 50°33′42″ s. š., 13°52′21″ v. d.               | 42926/5-2633 (Pk•MIS•Sez•Obr•WD)               |
|                                                | sv. Vavřince (Mirošovice)                        | 10. srpna                                      | Mirošovice                                     | kaple (hřbitovní)                              | Farnost Želenice                               | bohoslužby                                             | 50°30′20″ s. š., 13°46′57″ v. d.               | 42607/5-2616 (Pk•MIS•Sez•Obr•WD)               |
|                                                | sv. Wolfganga (Horní Krupka)                     | 31. října                                      | Horní Krupka                                   | kaple                                          | Farnost Krupka                                 | bohoslužby                                             | 50°42′23″ s. š., 13°51′10″ v. d.               | 42810/5-2661 (Pk•MIS•Sez•Obr•WD)               |
|                                                | Zvěstování Panny Marie (Bílina)                  | 25. března                                     | Újezd                                          | filiální kostel                                | Farnost Bílina                                 |                                                        | 50°32′35″ s. š., 13°46′8″ v. d.                | 43605/5-2547 (Pk•MIS•Sez•Obr•WD)               |
|                                                | Zvěstování Panny Marie (Duchcov)                 | 25. března                                     | Duchcov                                        | farní kostel                                   | Farnost Duchcov                                | bohoslužby                                             | 50°36′7″ s. š., 13°44′45″ v. d.                | 42647/5-2582 (Pk•MIS•Sez•Obr•WD)               |
|                                                | Kaple (Braňany)                                  | zasvěcení neznámé                              | Braňany                                        | kaple (hřbitovní)                              | Farnost Želenice                               |                                                        | 50°32′24″ s. š., 13°42′2″ v. d.                | —                                              |
|                                                | Kaple (Bukovice)                                 | zasvěcení neznámé                              | Bukovice                                       | kaple                                          | Farnost Bořislav                               |                                                        | 50°34′42″ s. š., 13°53′5″ v. d.                | 11972/5-5437 (Pk•MIS•Sez•Obr•WD)               |
|                                                | Kaple (Hudcov)                                   | zasvěcení neznámé                              | Hudcov                                         | kaple                                          | Farnost Jeníkov                                |                                                        |                                                | —                                              |
|                                                | Kaple (Křižanov)                                 | zasvěcení neznámé                              | Křižanov                                       | kaple                                          | Farnost Hrob                                   |                                                        |                                                | 42592/5-2605 (Pk•MIS•Sez•Obr•WD)               |
|                                                | Kaple (Lysec)                                    | zasvěcení neznámé                              | Lysec                                          | kaple                                          | Farnost Bořislav                               |                                                        | 50°36′7″ s. š., 13°51′43″ v. d.                | 44002/5-5286 (Pk•MIS•Sez•Obr•WD)               |
|                                                | Kaple (Srbice)                                   | zasvěcení neznámé                              | Srbice                                         | kaple                                          | Farnost Modlany                                |                                                        |                                                | —                                              |
|                                                | Kaple komunitní (Teplice)                        |                                                | Teplice                                        | kaple (oratorium SDB)                          | Farnost Teplice v Čechách                      | bohoslužby                                             | 50°38′16″ s. š., 13°49′36″ v. d.               | —                                              |

## Farní obvody teplického vikariátu
Farnosti jsou z důvodu efektivity duchovní správy spojeny do farních obvodů (kolatur). Z hlediska státní správy to může trochu připomínat obce s pověřeným obecním úřadem či obce s rozšířenou působností.
Některé farnosti mohou mít správce dva. Jednoho, který má na starosti materiální záležitosti (in materialibus); a druhého, který vykonává duchovní službu (in spiritualibus). Upřesňující údaje v kolonce správce se vztahují k obsazené farnosti. Farnosti mají osoby pověřené různými funkcemi uvedené na svých stránkách či v diecézním katalogu.
| Farnosti                      | Farnosti | Farnosti |
| Farnost obsazená duchovním    | Farnost spravovaná excurrendo                                                                                 | Web a facebook farní kolatury |
| ----------------------------- | --- | --- |
| Bílina – arciděkanství        | Bořislav • Jenišův Újezd • Mrzlice • Želenice • Žim                                                           | Web farnosti – arciděkanství Bílina farnosti – arciděkanství Bílina                                                                                                  |
| Hrob                          | Košťany u Teplic v Čechách • Ledvice• Moldava • Zabrušany                                                     | Web farnosti Hrob |
|                               | Jeníkov | Web FATYM – adoptivní farnost Jeníkov FATYM – adoptivní farnost Jeníkov                                                                                              |
| Bohosudov                     | Osek u Duchcova – děkanství • Duchcov – děkanství • Habartice u Krupky • Krupka • Mariánské Radčice • Mikulov | Web farnosti Mariánské Radčice Cisterciácký klášter Osek Klub přátel kláštera Osek Web Biskupské gymnázium, ZŠ a MŠ Bohosudov Biskupské gymnázium, ZŠ a MŠ Bohosudov |
| Novosedlice                   | Cínovec • Dubí u Teplic                                                                                       | |
| Teplice v Čechách – děkanství | Křemýž • Modlany • Radovesice • Teplice-Šanov • Teplice-Trnovany                                              | Web farnosti – děkanství Teplice v Čechách farnosti – děkanství Teplice v Čechách Web Salesiánského střediska Štěpána Trochty                                        |
|                               | Kostomlaty pod Milešovkou • Světec u Bíliny                                                                   | Web farnosti – děkanství Teplice v Čechách farnosti – děkanství Teplice v Čechách Web Salesiánského střediska Štěpána Trochty                                        |

## Okrskoví vikáři
- 1. května 1937 – 1945 Dr. Jan Teis
- 1945 – 1950 Bohumil Jelínek (vedoucí vikariátu z pozice vikariátního sekretáře, vikářem nebyl nikdy ustanoven)
- 1950? – 1975? František Krákora
- 1975 – 1976 František Ondrouch
- 1978 – 1990 Antonín Audy
- 1. ledna 2003 — 31. srpna 2014 František Pospíšil, SDB
- 1. září 2014 – Marcin Saj